# Stiphodon larson
Stiphodon larson är en fiskart som beskrevs av Watson, 1996. Stiphodon larson ingår i släktet Stiphodon och familjen smörbultsfiskar. IUCN kategoriserar arten globalt som otillräckligt studerad. Inga underarter finns listade i Catalogue of Life.